# Hoàng Hiểu Vi
Hoàng Hiểu Vi (hoặc Hoàng Hiểu Vy, tiếng Trung giản thể: 黄晓薇, bính âm Hán ngữ: Huáng Xiǎo Wēi, sinh tháng 5 năm 1961, người Hán) là nữ chính trị gia nước Cộng hòa Nhân dân Trung Hoa. Bà là Ủy viên Ủy ban Trung ương Đảng Cộng sản Trung Quốc khóa XX, Ủy viên dự khuyết khóa XIX, hiện là Bí thư Đảng tổ, Phó Chủ tịch, Bí thư thứ nhất Ban Bí thư Hội Liên hiệp Phụ nữ Trung Quốc. Bà nguyên là Bí thư Đảng tổ, Chủ tịch Chính Hiệp Sơn Tây; Phó Bí thư Tỉnh ủy, Bí thư Ủy ban Chính Pháp, Bí thư Ủy ban Kiểm Kỷ Tỉnh ủy Sơn Tây; Ủy viên Thường vụ Ủy ban Kiểm Kỷ Trung ương, Phó Bộ trưởng Bộ Giám sát Trung Quốc.
Hoàng Hiểu Vi là đảng viên Đảng Cộng sản Trung Quốc, học vị Cử nhân Vật lý. Bà có sự nghiệp hơn 30 năm hoạt động trong lĩnh vực giám sát, điều tra, kiểm tra, kỷ luật hệ thống đảng viên của Đảng Cộng sản, công vụ viên của nhà nước, là nữ chính trị gia nổi tiếng trong lĩnh vực này của Trung Quốc.

## Xuất thân và giáo dục
Hoàng Hiểu Vi sinh tháng 5 năm 1961 tại huyện Hải Thành, nay là thành phố cấp huyện Hải Thành trực thuộc địa cấp thị An Sơn, tỉnh Liêu Ninh, Cộng hòa Nhân dân Trung Hoa từ năm 1985. Bà lớn lên và tốt nghiệp phổ thông ở Hải Thành, thi đỗ Học viện Công Đông Bắc (东北工学院, nay là Đại học Đông Bắc), tới thủ phủ Thẩm Dương vào tháng để nhập học Khoa Vật lý của trường vào tháng 9 năm 1978, tốt nghiệp Cử nhân chuyên ngành Giáo viên vật lý vào tháng 7 năm 1983. Hoàng Hiểu Vi được kết nạp Đảng Cộng sản Trung Quốc vào tháng 6 năm 1983, trước khi tốt nghiệp đại học, từng theo học một khóa tiến tu cán bộ cấp bộ từ giai đoạn tháng 5–7 năm 2013 tại Trường Đảng Trung ương Đảng Cộng sản Trung Quốc.

## Sự nghiệp

### Kiểm Kỷ
Tháng 8 năm 1983, sau khi tốt nghiệp đại học, Hoàng Hiểu Vi bắt đầu sự nghiệp khi được tuyển làm công vụ viên ở quê hương Liêu Ninh, giữ vị trí cán bộ của Văn phòng Ủy ban Kiểm tra và Kỷ luận Thị ủy Dinh Khẩu. Trong giai đoạn 1983–95, bà lần lượt giữ các chức vụ Kiểm tra viên cấp khoa của Phòng Điều tra và Nghiên cứu, Phó Chủ nhiệm Phòng Quản lý tác phong Đảng viên (党风), rồi Phó Chủ nhiệm Phòng Xây dựng tác phong liêm chính của Đảng viên (党风廉政), đều là đơn vị của Thị ủy Dinh Khẩu, thăng chức làm chủ nhiệm của đơn vị này từ tháng 10 năm 1995, thuộc Ủy ban Kiểm Kỷ Dinh Khẩu, cấp phó xứ. Tháng 3 năm 1996, Hoàng Hiểu Vi được điều tới quận Trạm Tiền của Dinh Khẩu, vào Ban thường vụ Quận ủy, nhậm chứ Bí thư Ủy ban Kiểm Kỷ Quận ủy.
Tháng 5 năm 1998, sau gần 15 năm công tác ở quê nhà Liêu Ninh, Hoàng Hiểu Vi được điều chuyển tới trung ương, bắt đầu giai đoạn mới với vị trí cán bộ Phòng Tin tức của Sảnh Văn phòng Ủy ban Kiểm tra Kỷ luật Trung ương Đảng Cộng sản Trung Quốc, sau đó là Phó Trưởng phòng, Giám sát viên, Kiểm tra viên của Ủy ban Kiểm Kỷ. Bà được thăng cấp công vụ viện lên chính xứ từ tháng 7 năm 2000, chuyển sang làm Giám sát viên, Kiểm tra viên, Phó Trưởng phòng Tổng hợp từ tháng 8 năm 2002, rồi Trưởng phòng này từ tháng 6 năm 2003. Tháng 11 năm 2003, bà được bổ nhiệm làm Phó Chủ nhiệm Phòng Kiểm tra và Giám sát thứ bảy, rồi chủ nhiệm cấp chính sảnh, địa từ tháng 11 năm 2007. Tháng 10 năm 2012, Hoàng Hiểu Vi được bổ nhiệm làm Phó Bộ trưởng Bộ Giám sát Trung Quốc, được bầu làm Ủy viên Thường vụ Ủy ban Kiểm Kỷ tại Đại hội đại biểu Toàn quốc Đảng Cộng sản Trung Quốc khóa XVIII.
Tính đến 2016, Hoàng Hiểu Vi có hơn 30 năm công tác tại các cơ quan kiểm tra và kỷ luật của Đảng Cộng sản Trung Quốc, từ địa phương tới trung ương. Bà từng tham gia công tác xử lý nhiều vụ việc vi phạm điều lệ Đảng, pháp luật Trung Quốc của các chính trị gia, trong đó có vụ án Đỗ Thế Thành. Khi giữ chức vụ Phó Chủ nhiệm Phòng thứ bảy của Ủy ban Kiểm Kỷ Trung ương, bà đã tiến hành phối hợp chỉ đạo điều tra, xử lý kỷ luật Ủy viên dự khuyết Trung ương Đảng khóa XVI, Phó Bí thư Tỉnh ủy Sơn Đông, Bí thư Thành ủy Thanh Đảo Đỗ Thế Thành về các hành vi nhận hối lộ, tham nhũng, lợi dụng chức vụ và quyền hạn để trục lợi, dẫn tới kết quả bị khai trừ khỏi Đảng, nhận án tù chung thân năm 2008.

### Sơn Tây
Tháng 9 năm 2014, Hoàng Hiểu Vi được điều chuyển về tỉnh Sơn Tây, vào Ban Thường vụ Tỉnh ủy, nhậm chức Bí thư Ủy ban Kiểm Kỷ Tỉnh ủy Sơn Tây. Đến tháng 9 năm 2016, bà chính thức rồi khối các cơ quan kiểm tra và kỷ luật, nhậm chức Phó Bí thư chuyên chức Tỉnh ủy, rồi kiểm nhiệm Bí thư Ủy ban Chính Pháp Tỉnh ủy Sơn Tây từ tháng 11 năm 2016. Tháng 10 năm 2017, bà tham gia đại hội đại biểu toàn quốc, được bầu làm Ủy viên Ủy ban Trung ương Đảng Cộng sản Trung Quốc khóa XIX tại Đại hội Đảng Cộng sản Trung Quốc lần thứ 19. Tháng 1 năm 2018, bà được phân công làm Bí thư Đảng tổ Chính Hiệp Sơn Tây, rồi được bầu và phê chuẩn làm Chủ tịch Chính Hiệp Sơn Tây từ tháng 1 năm 2018, cấp bộ trưởng.

### Hội Liên hiệp Phụ nữ
Tháng 7 năm 2018, Hoàng Hiểu Vi được Ủy ban Trung ương điều về trung ương, bổ nhiệm làm Bí thư Đảng tổ Hội Liên hiệp Phụ nữ toàn quốc Trung Hoa, kiêm Ủy viên Ủy ban Xây dựng chỉ đạo văn minh tinh thần Trung ương, Thành viên Tiểu tổ lãnh đạo công tác nông thôn Trung ương. Đến tháng 9 cùng năm, tại đại hội Hội Liên hiệp Phụ nữ khóa XII, bà được bầu làm Bí thư Đảng tổ, Phó Chủ tịch, Bí thư thứ nhất Ban Bí thư của Hội Liên hiệp Phụ nữ, đồng thời được bổ nhiệm làm Phó Chủ nhiệm Ủy ban Công tác phụ nữ và trẻ em của Quốc vụ viện kiêm Chủ nhiệm Văn phòng, phối hợp lãnh đạo tổ chức xã hội nhân dân của Trung Quốc là Hội Liên hiệp Phụ nữ với Chủ tịch Thẩm Dược Dược. Cuối năm 2022, bà tham gia Đại hội Đảng Cộng sản Trung Quốc lần thứ XX từ đoàn đại biểu khối cơ quan trung ương Đảng và Nhà nước. Trong quá trình bầu cử tại đại hội, bà được bầu là Ủy viên Ủy ban Trung ương Đảng Cộng sản Trung Quốc khóa XX.